# مارغريتا مونيوث
مارغريتا مونيوث (بالإسبانية: Margarita Muñoz)‏ هي عارضة كولومبية، ولدت في 18 سبتمبر 1987 في Pitalito ‏ في كولومبيا.

## وصلات خارجية
- مارغريتا مونيوث على موقع IMDb (الإنجليزية)